# قثاء الحمار
بلحة بن جحا، بزيط، طيار أو قثاء الحمار أو فقوس الحمار أو القثاء البري أو قاذف الحَب أو الفقوص هو جنس نباتي ذو نوع وحيد هو فقوس الحمار القاذف. وهو نبات عشبي بري زاحف وسام من فصيلة القرعيات.

## تسميات أخرى

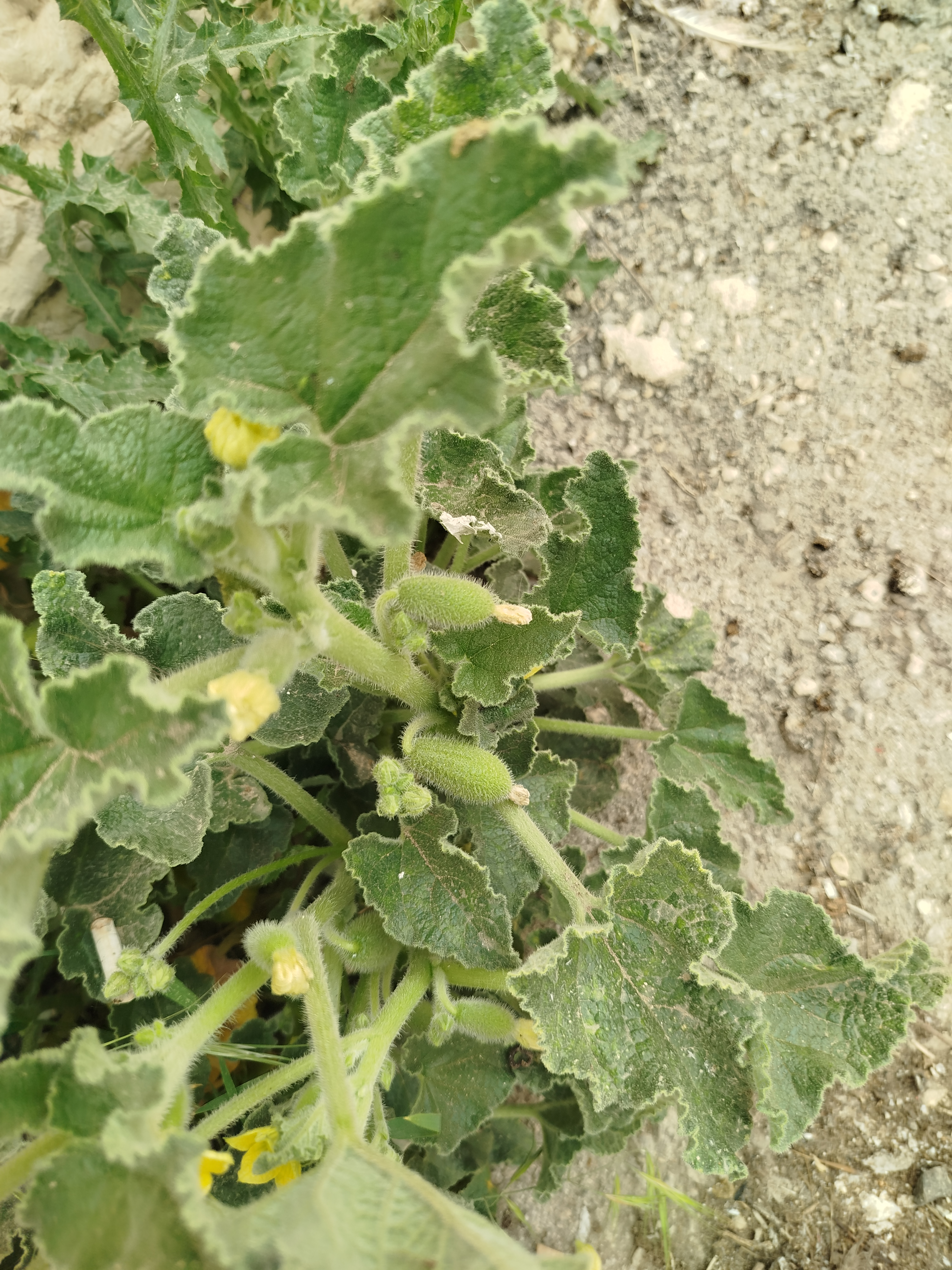
نبات قثاء الحمار أو فقوس الحمير، فلسطين

لهذا النبات العديد من التسميات تختلف باِختلاف المكان، منها بيض الغول أو الخيار القافز أو اطريون أو السفند أو قثاء أبو حمار أو بلح جحا أو ورور العلقم أو علقم أو خيارزه أو بزيط أو المعضوضه أو بلحة ابن جحا.

## الوصف النباتي
نبات ثنائي المسكن كثير التفرع ويمتدُّ نحو مترٍ واحدٍ طولاً. ذات أوراق مثلّثة الشكل تقريباً، خضراء اللون ميّالة إلى الصُفرة والأزهار صفراء اللون. ثمارها أسطوانية الشكل في حجم حبة التمر تقريبا، يغطيها زغب دقيق. لون الثمرة في البداية أخضر ثم يميل إلي الأصفر كلما نضجت. تنفجر الثمار الناضجة عند لمسها لتنثر البذور وهذه طريقة انتشار النبات.(1)

## الموطن الأصلي والانتشار
الموطن الأصلي للقثاء البري هي المناطق المتوسطية، لكنه ينتشر في المناطق شبه الجافة المحيطة بها.

## الاستعمال
يستعمال نبات القثاء البري في الطب التقليدي في علاج اليرقان، التهاب الكبد، النقرس، ألم الرأس، الشقيقة، نوبات الربو، البواسير، الصرع، فقدان حاسة الشم، الجيوب الأنفية، الاستسقاء في البطن، ألم المفاصل، الكلف على الجلد والاِسوداد في المناطق الحساسة.
الأجزاء المستعملة:الأوراق، السائل الذي يكون داخل الثمرة، وكل أجزاء النبتة.

### طريقة الاستخدام
الأوراق تجفف وتطحن وتخلط مع الفازلين لعلاج ألم المفاصل. يستعمل السائل الذي يوجد داخل الثمرة طازجا أو مصنّعا. الصبغة المحضرة من النبات هي من أفضل أنواع الاستخدامات وأقلها خطورة.

## هوامِش
1. المادة الهلامية المتناثرة من الثمار المنفجرة سامة، لذا يجب وضع الفازات والنظارات الواقية عند التعامل مع هذا النبات.